# Suzuki Dr Big 50
La  Suzuki Dr Big 50 es un ciclomotor que estuvo a la venta entre los años 1989 y 2000, y que fue diseñado o inspirado en los míticos modelos de Suzuki DR 750 Big y DRZ París Dakar, gloriosos modelos que eran muy característicos por su frontal llamado de forma coloquial "Pico de Pato".

## Inicio
El comienzo de la Suzuki Dr Big 50 se inicia en el año 1989 en la fábrica de Suzuki Motor España (antigua fábrica Avello) ubicada en la ciudad de Gijón (Asturias), más concretamente en el barrio llamado como El Natahoyo
Fue diseñada por Felip Millet, diseñador de Suzuki en España, y su producción se extendió hasta el año 1995 siendo un auténtico éxito de ventas.
La diversidad de los ciclomotores en el mercado de los años 90 era bien abundante, aquellas pequeñas motos eran el sueño de miles de adolescentes, y abarrotaban las calles de pueblos y ciudades , quizá con ello, motos como la Dr Big 50 fueron de los ciclomotores más populares y deseados de la época.

## Evolución y Desarrollo
El primer modelo de la Suzuki Dr Big 50 se le conocería como "Desert Express", teniendo una gran acogida en el mercado, gracias a entre otros aspectos, a ese diseño impregnado del inconfundible ADN de la firma japonesa de Hamamatsu.
Este primer modelo no incorporaba numerosos elementos que si fueron introducidos en las siguientes versiones, como por ejemplo el velocímetro, intermitentes o luz de freno, estaba disponible en dos colores, azul con chasis blanco y escape gris, y en amarillo con chasis negro con escape dorado.
Un año después de su lanzamiento al mercado, en 1990, se introdujeron pequeños cambios en el modelo consistentes en el montaje de una instrumentación retroiluminada y en el cambio en la forma de los adhesivos del carenado y chapas.
En el año 1991 volverían a incorporarse nuevos elementos y nuevos colores, consistentes en la combinación del azul y del amarillo y en un nuevo modelo de color blanco. Se montarían entonces en estos modelos los intermitentes y un caballete central, a esta actualización se le conocería con el nombre de "Dual Sport", denominación que la acompañaría hasta el fin de su fabricación.
La última revisión de la "Pico de Pato" se produjo en el año 1993, basándose en un cambio de colores, se incorporaron los modelos en negro y azul celeste, y las chapas traseras se cambiaron por otras más abiertas, del estilo motocross.
En 1994 se fabricaría la última Suzuki Dr Big 50 "Pico De Pato", se daría paso a un cambio tajante en el modelo, saliendo al mercado la Suzuki DR 50W (sin Big), que incorporaba una careta porta faro y un guardabarros delantero alto, más convencional y acorde con la apariencia de otros ciclomotores y marcas del momento. Esta versión ya contaba con un motor refrigerado por agua y una admisión por láminas.
En 1995 Suzuki presenta la Suzuki Rmx 50, por o que la DR se dejaría definitivamente de fabricar, aunque se siguió comercializando hasta los años 1999 - 2000, por lo que se mantuvo alrededor de 11 años en el mercado en sus respectivas versiones, 16 en total.

## Características técnicas y datos de servicio

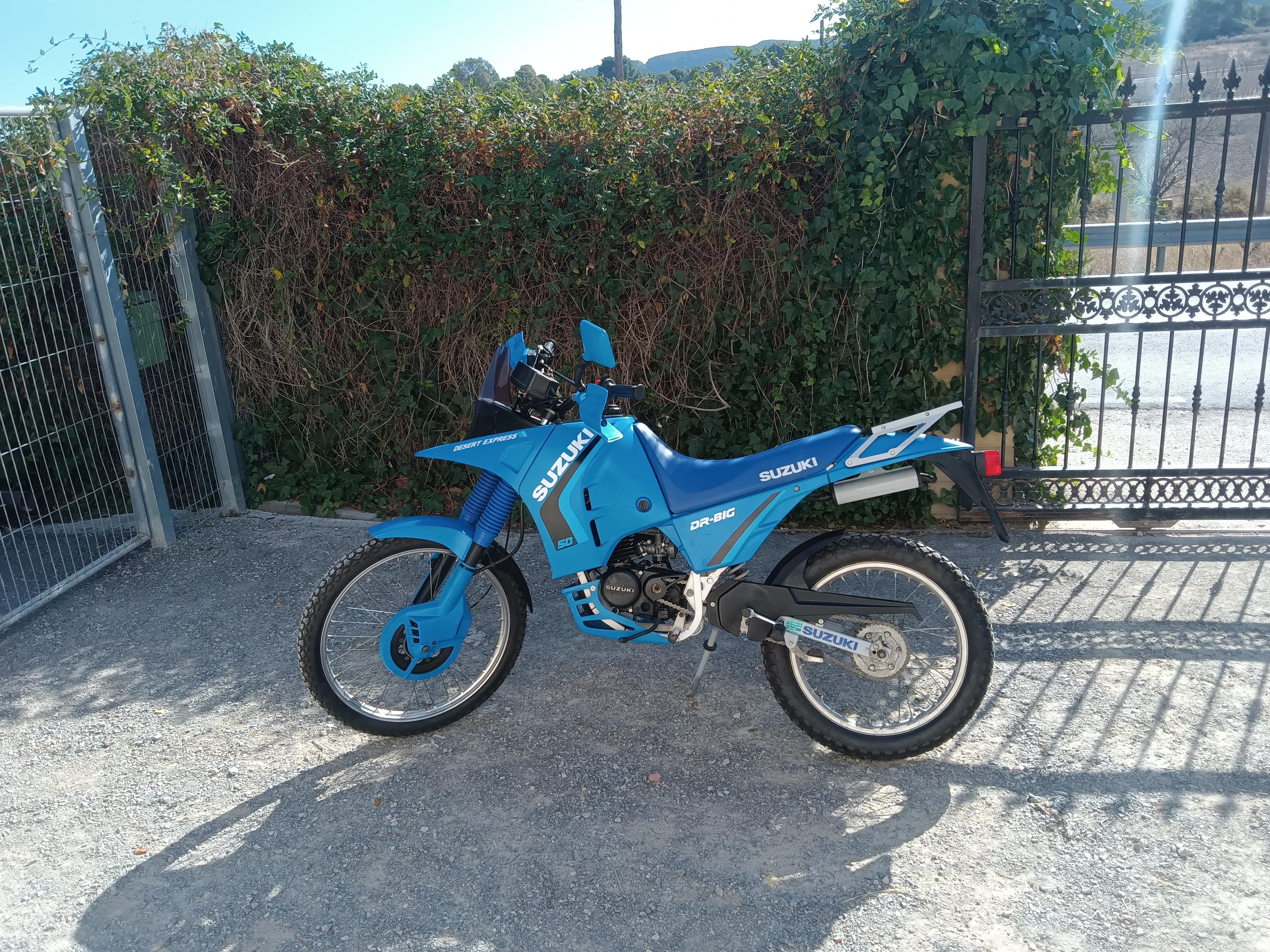
Suzuki Dr Big 50 Modelo Desert Express

En cuanto al propulsor que incorporaba la Suzuki Dr Big 50, se trataba de un motor italiano llamado "Franco Morini" en su versión "Motori Gs", compuesto de 1 cilindro de 2 tiempos de 49,9 centímetros cúbicos, refrigerado por aire, que rendía 4,7 cv a 8100 revoluciones, en el que el pistón, cilindro y culata eran fabricados en España y que se alimentaba con un carburador Dell Orto Sha 12/12.
Las prestaciones del motor eran bastantes buenas para la época y el consumo medio era aproximadamente de 2,5 L/100 con un depósito de 5,5 litros de capacidad.
El peso del ciclomotor rondaba los 66 kilos y montaba un sistema de freno delantero de disco y de tambor en la parte trasera.

El chasis era de tubos de doble cuna y en cuanto a la suspensión, se montaba una horquilla hidráulica en la parte delantera y un mono amortiguador de gas en la parte de la suspensión trasera.

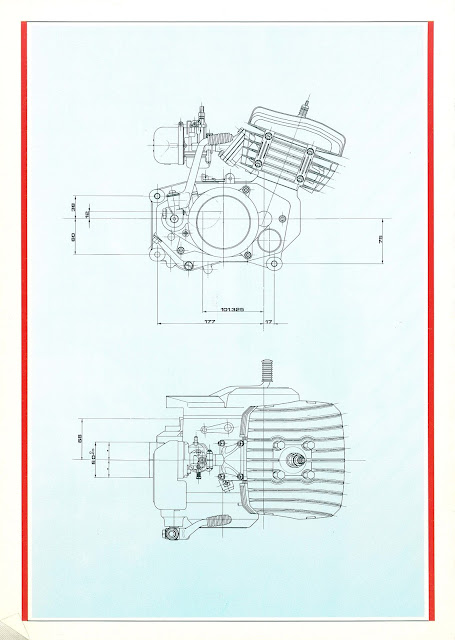
Motor Franco Morini Gs

| Motor                    | Motor                       |
| ------------------------ | --------------------------- |
| Tipo                     | 2 Tiempos                   |
| Número de Cilindros      | 1                           |
| Sistema de Admisión      | Falda de Pistón             |
| Sistema de Refrigeración | Aire o Agua (Según Versión) |
| Diámetro x Carrera       | 39 x 41,8 mm                |
| Cilindrada               | 49,9 cc                     |
| Relación Compresión      | 10, 4:1                     |
| Filtro de Aire           | Poliuretano                 |

| Carburador     | Carburador          |
| -------------- | ------------------- |
| Marca          | Dell Orto Sha 12-12 |
| Chiclé de Alta | 59                  |
| Chicle de Baja | Fijo                |
| Pulverizador   | 1,20/0,80           |
| Filtro de Aire | Poliuretano         |

| Transmisión                   | Transmisión                  |
| ----------------------------- | ---------------------------- |
| Embrague                      | Multidisco en Baño de Aceite |
| Desarrollo de cambio          | 1:3,3 a 1:20                 |
| Desarrollo Final              | 3,214                        |
| Transmisión Primaria          | Engranajes Helicoidales      |
| Cadena Transmisión Secundaria | 126 pasos 12,7 x 7,75 x 3,5  |
| Piñón salida                  | 14 Z                         |
| Corona Trasera                | 45 Z                         |
| Cadena Pedales                | 82 Pasos 12,7 x 7,75 x3,35   |
| Desarrollo                    | 2,80 Por Vuelta de Pedal     |

| Sistema Eléctrico      | Sistema Eléctrico             |
| ---------------------- | ----------------------------- |
| Encendido              | Electrónico 32 W/12 V         |
| Marca                  | Motoplat                      |
| Bujía                  | Ngk Br7 H5 - Champión Rl 82 C |
| Distancia Electrodos   | 0,4 - 0,5 mm                  |
| Lámpara faro delantero | 12V - 25/25 W                 |
| Lámpara piloto trasero | 12V - 5 W                     |